# Protoquítxua
El protoquítxua és la llengua mare hipotètica o protollengua que hauria donat origen a les diverses llengües de la família de llengües quítxues. Aquesta protollengua és reconstruïda amb base en l'evidència trobada pels lingüistes en les llengües modernes així com en els registres de les formes antigues.

## Desenvolupament
Va ser parlada a la regió central de l'antic Perú segons Alfredo Torero. Després es va anar expandint cap al sud en reemplaçament del aimara. A principis del segle v, el protoquítxua hauria creuat la serralada per a instal·lar-se en la serra central (Vall del Mantaro), llavors protoaimaraparlant, produint-se la divisió entre Quítxua I (a l'est) i Quítxua II.

## Fonologia
Les síl·labas de les llengües quítxues es componen com a mínim d'una vocal com nucli. Per regla general, accepten una consonant en posició d'atac i coda (principi i fi de síl·laba, respectivament).
Es distingeixen tres fonemes vocàlics: una vocal oberta /a/ i les tancades arrodonida /o/ no arrodonida /i/. La pronunciació precisa d'aquests fonemas vocàlics varia amb el seu entorn fonètic. El veïnatge d'una consonant uvular produeix al·lòfons més centralitzats com [ɑ], [e], [ɛ], [o], [ɔ] i la de la semiconsonant palatal /j/ també provoca un avançament d'/a/ a [æ]. Quant a les consonants, el protoquítxua hauria comptat amb tres nasals /m, n, ɲ/ quatre oclusives /p, t, k, q/, dues africades /t͡ʃ, ʈ͡ʂ/, tres fricatives /s, ʂ, h/, dues aproximants /j, w/ i dues o tres líquides /ʎ, ɾ, (l)/.
|            | Bilabial | Bilabial | Alveolar | Alveolar | Postalveolar | Postalveolar | Retroflexa | Retroflexa | Palatal | Palatal | Velar | Velar | Uvular | Uvular | Glotal | Glotal |
| ---------- | -------- | -------- | -------- | -------- | ------------ | ------------ | ---------- | ---------- | ------- | ------- | ----- | ----- | ------ | ------ | ------ | ------ |
| Nasal      |          | m        |          | n        |              |              |            |            |         | ɲ       |       |       |        |        |        |        |
| Oclusiva   | p        |          | t        |          |              |              |            |            |         |         | k     |       | q      |        |        |        |
| Africada   |          |          |          |          | t͡ʃ           |              | ʈ͡ʂ         |            |         |         |       |       |        |        |        |        |
| Fricativa  |          |          | s        |          |              |              | ʂ          |            |         |         |       |       |        |        | h      |        |
| Aproximant |          |          |          |          |              |              |            |            |         | j       |       | w     |        |        |        |        |
| Lateral    |          |          |          | (l)      |              |              |            |            |         | ʎ       |       |       |        |        |        |        |
| Vibrant    |          |          |          | ɾ        |              |              |            |            |         |         |       |       |        |        |        |        |

## Correspondències fonètiques
La següent taula mostra els numerals en proto-quítxua i la seva evolució en diferents llengües quítxues modernes:
| GLOSSA | PROTO- QUÍTXUA | Quítxua I   | Quítxua I | Quítxua I | Quítxua I | Quítxua II | Quítxua II | Quítxua II | Quítxua II | Quítxua II | Quítxua II | Quítxua II | Quítxua II  |
| GLOSSA | PROTO- QUÍTXUA | Huailas     | Huánuco   | Huanca    | Pacaraos  | Cajamarca  | Imbabura   | Salasaca   | Tena       | Ayacucho   | Cusco      | Bolívia    | Santiagueño |
| ------ | -------------- | ----------- | --------- | --------- | --------- | ---------- | ---------- | ---------- | ---------- | ---------- | ---------- | ---------- | ----------- |
| '1'    | suk            | huk         | huk       | huk, suk  | huk       | suχ        | ʃux        | ʃuh        | ʃuk        | huk        | hux        | ux         | suk         |
| '2'    | iʂkaj          | iʃkaj       | iʃkaj     | iʃkaj     | iʃkaj     | iʃkaj      | iʃgaj      | iʃki       | iʃki       | iskaj      | iskaj      | iskaj      | iʃkaj       |
| '3'    | kimsa          | kima, kimsa | kimsa     | kimsa     | kima      | kimsa      | kinsa      | kinsa      | kinsa      | kimsa      | kinsa      | kinsa      | kimsa       |
| '4'    | ʈʂusku         | ʧusku       | ʧusku     | ʈʂusku    | ʈʂusku    | ʈʂusku     | ʧusku      | ʧusku      | ʧusku      | tawa       | tawa       | tawa       | taa         |
| '5'    | piʧqa          | piʦqa       | piʧɢa     | piʧʔa     | pisχa     | piʧqa      | piʧa       | piʧka      | piʧka      | piʧχa      | pisqa      | pʰiʃqa     | piʃqa       |
| '6'    | suqta          | huqta       | suχta     | suʔta     | huχta     | suχta      | sukta      | sukta      | sukta      | suχta      | suqta      | suhta      | suqta       |
| '7'    | qanʈʂis        | qanʧis      | ɢanʧis    | ʔanʈʂis   | ʁanʈʂis   | qanʈʂis    | kanʧis     | kanʧis     | kanʤis     | χanʧis     | qanʧis     | qanʧis     | qanʧis      |
| '8'    | pusaq          | puwaq       | pusaχ     | pusaː     | puwaχ     | pusaχ      | pusax      | pusah      | pusak      | pusaχ      | pusaq      | pusah      | pusaq       |
| '9'    | isqun          | isqun       | isɢun     | isʕun     | isʁun     | isqun      | iskun      | iskun      | iskun      | isχun      | isqun      | hisqʼun    | isqun       |
| '10'   | ʈʂunka         | ʧuŋka       | ʧuŋka     | ʈʂunka    | ʈʂuŋka    | ʈʂuŋga     | ʧuŋga      | ʧuŋga      | ʧuŋga      | ʧuŋka      | ʧunka      | ʧuŋka      | ʧuŋka       |